# Famille von der Tann
La famille von der Tann (également sous les formes Thann, Tanne, Thannen) est une famille noble franconienne. Le siège ancestral des seigneurs de Tann est depuis le XIIe siècle le château de Tann (de), construit dans la petite ville de Tann (Rhön) dans l'arrondissement de Fulda dans l'Est de la Hesse (de).

## Histoire
La famille est apparentée aux seigneurs de Schlitz, qui apparaissent pour la première fois dans des documents en 1116 avec Erminold von Slitese comme ministériel de l'abbaye de Fulda. La famille se répand du XIIe au XIVe siècle dans toute la région de la Rhön. Les noms Erminold, Gerlach et Irminger, largement utilisés dans la famille, se retrouvent dans les registres des juges laïcs et les registres des décès jusqu'au VIIIe siècle; Cependant, aucun lien généalogique avec ces premiers porteurs de noms ne peut être prouvé. La lignée confirmée d'ancêtres commence avec Erminold de Slitese. Son arrière-petit-fils Simon von Visbach et von Tanne utilisent pour la première fois le nom de Thanne en 1232, d'après le château ancestral éponyme « Tanne » dans la Rhön. La seigneurie de Tann (de) comprend la ville actuelle de Tann sur l'Ulster et 22 autres villages des environs. La famille possède la propriété en fief de l'abbaye de Fulda.
En 1323, Simon et Heinrich von Frankenberg, fils de feu Simon l'Ancien von der Tann, et Heinrich von Biberstein et Heinrich von Bischofsheim, fils du chevalier Heinrich von der Tann, parviennent à un accord avec l'abbé de Fulda. Ils réglementent les services à fournir dans le cadre du service militaire pour eux-mêmes et leur château (castrum nostrum dictum die Tanne) sous certaines conditions. En 1405, les seigneurs de Tann conviennent que tous les fils, dès qu'ils atteignent l'âge de 15 ans, doivent faire un vœu, un serment et un certificat au souverain. La maison ancestrale est divisée en trois parties, regroupées autour d'une cour : les châteaux jaune, rouge et bleu, d'après lesquels les lignées de la famille sont nommées.

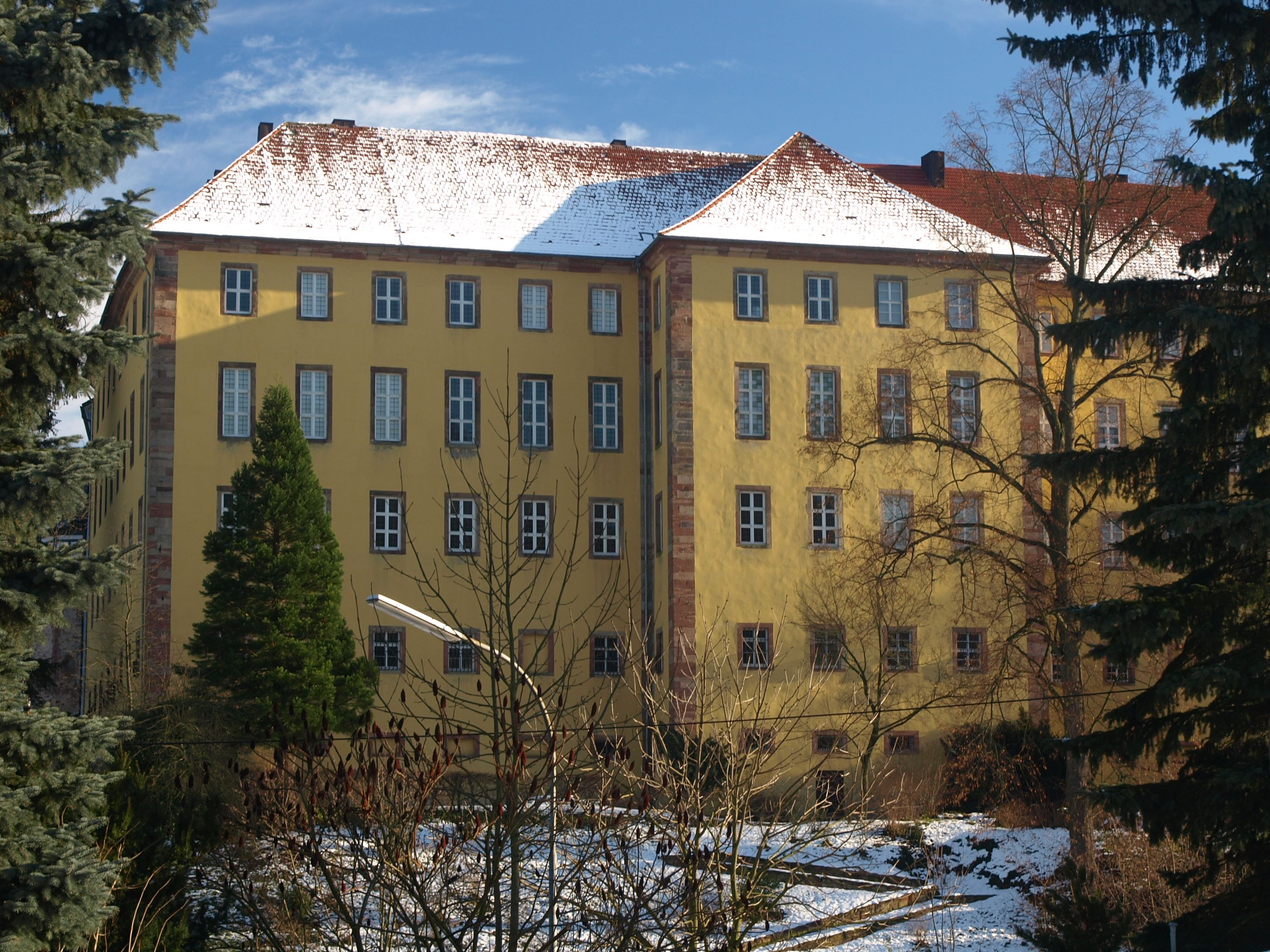
Le « château jaune » de Tann
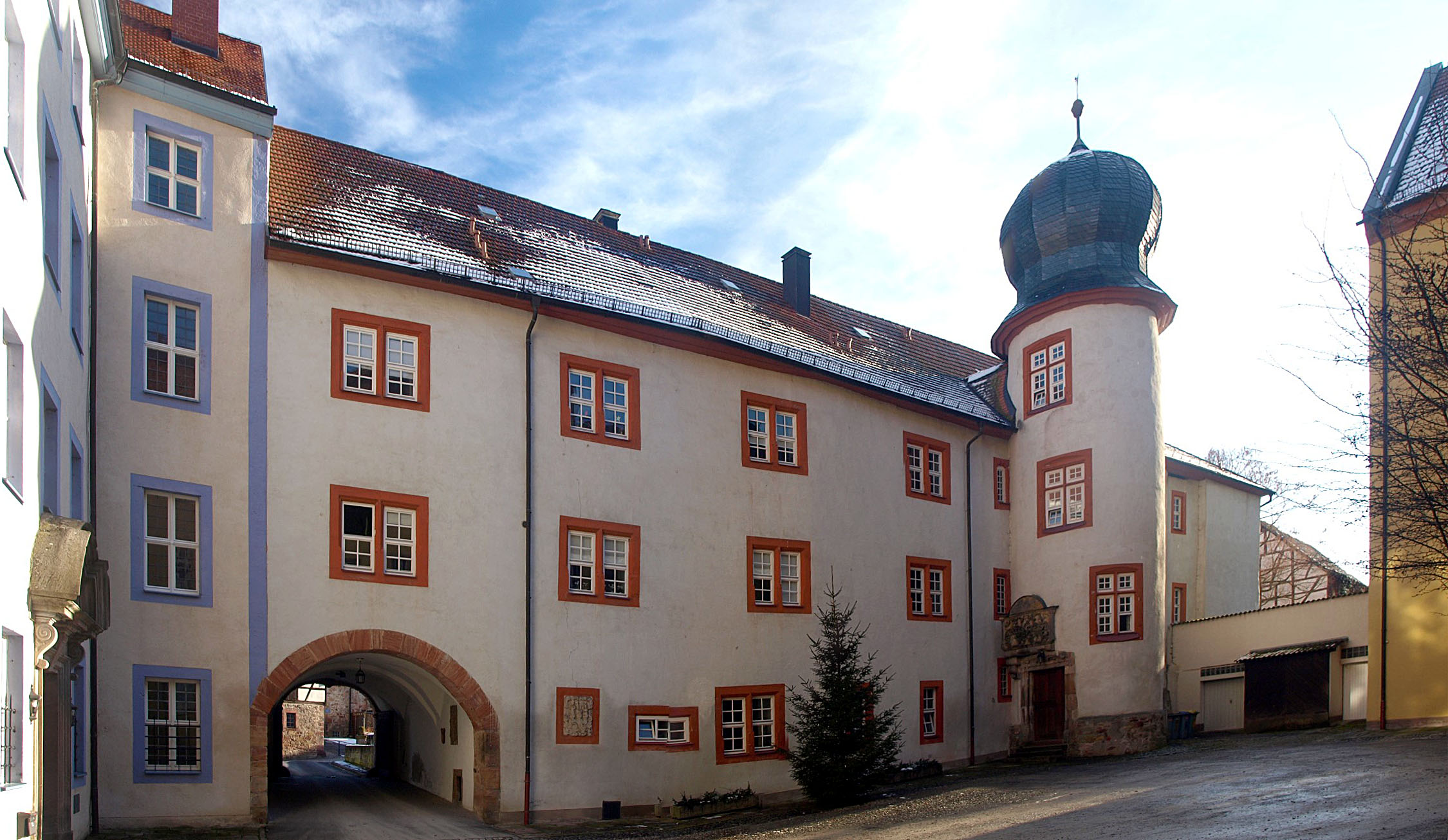
Le « château rouge » de Tann
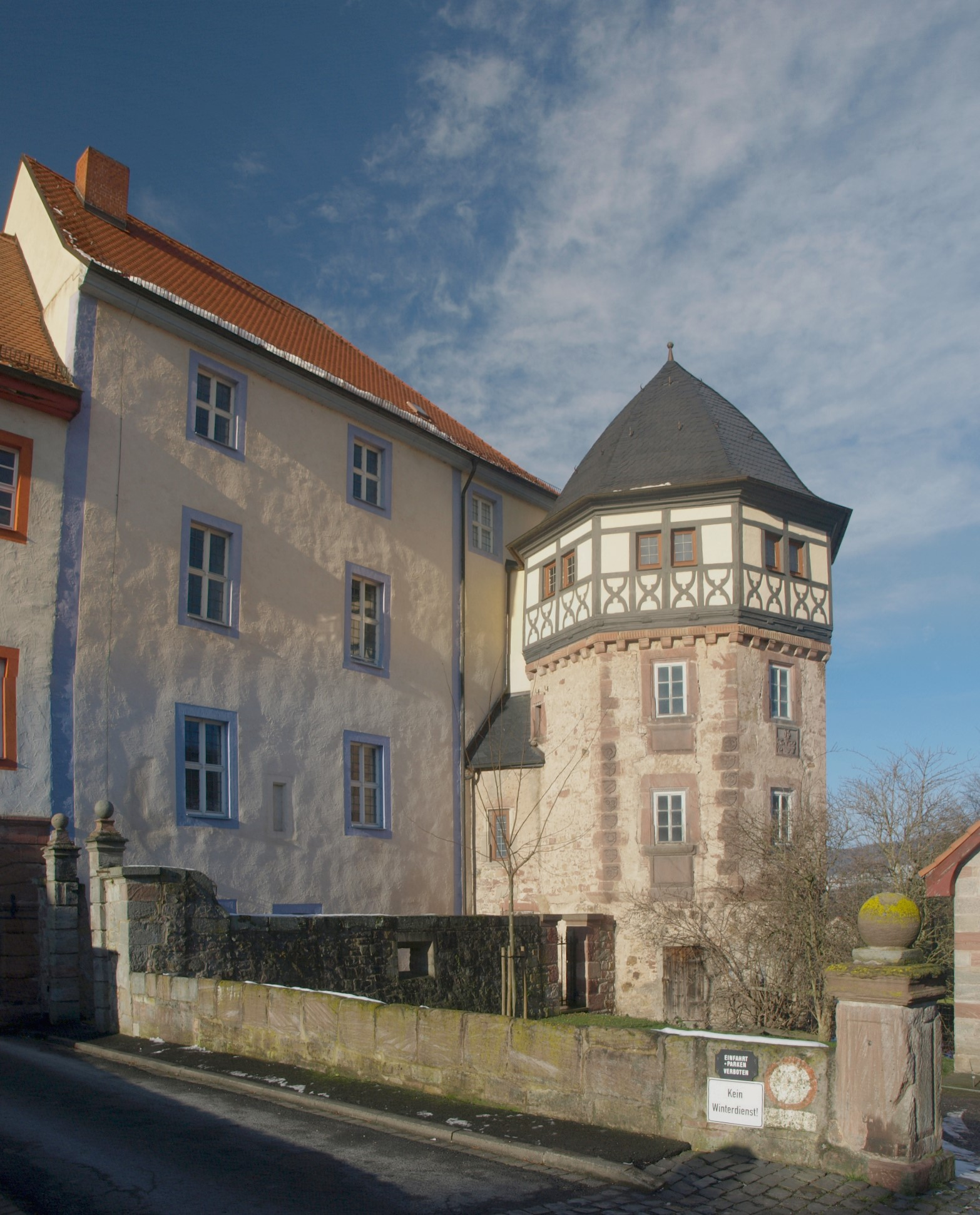
Le « château bleu » de Tann

Les seigneurs de Tann appartiennent au quartier de Buchischen de la chevalerie franconienne depuis 1647 et sont membres de la chevalerie impériale du canton de chevalerie de Rhön-Werra du cercle de chevalerie de Franconie. Au cours du XVIe siècle, ils sont également enregistrés dans le canton de chevalerie de Steigerwald (de) et dans le canton de chevalerie d'Odenwald (de). Du XVIe siècle au XVIIIe siècle, ils sont en possession ou en partie en possession, entre autres, de : Altschwambach (hameau, Neuschwambach), Aura (hameau, Neuschwambach), Dietgeshof, Dippach (hameau, Hundsbach), Esbachsgraben (hameau, Habel), Friedrichshof (hameau, Tann), Günthersbach, Habel, Kleinfischbach (hameau, Hundsbach), Knottenhof (hameau, Tann), Lahrbach, Neuschwambach, Oberrückersbach (hameau, Neuschwambach), Schwarzenborn (hameau, Habel), Sinswinden (hameau, Schlitzenhausen), Theobaldshof, Unterrückersbach (hameau, Neuschwambach), Wendershausen, ainsi que les enclaves Oberwaldbehrungen et Huflar (hameau, Fladungen).
Des parties des possessions avec la seigneurie de Tann échoient au Grand-duché de Wurtzbourg avec le Traité de la confédération du Rhin en 1806, au Royaume de Bavière en 1815 selon les dispositions du Congrès de Vienne, et après la guerre austro-prussienne de 1866 avec le bureau du district de Gersfeld au royaume de Prusse.
Après que la branche conradienne ait été élevée au rang de baron impérial en 1704, les branches des lignes du château rouge et bleu sont également inscrites dans la classe des barons du royaume de Bavière en 1854 et 1869 en raison de leur appartenance à la chevalerie impériale. En 1868, Ludwig Samson von und zu der Tann (1815-1881), chambellan royal bavarois et lieutenant général, reçoit le nom et les armoiries des barons de Rathsamhausen, aujourd'hui disparus, pour lui-même, ses frères et cousins.
Des branches de la famille von der Tann existent encore aujourd'hui ; Les trois maisons du château de Tann (de) sont toujours habitées par eux.

## Blason

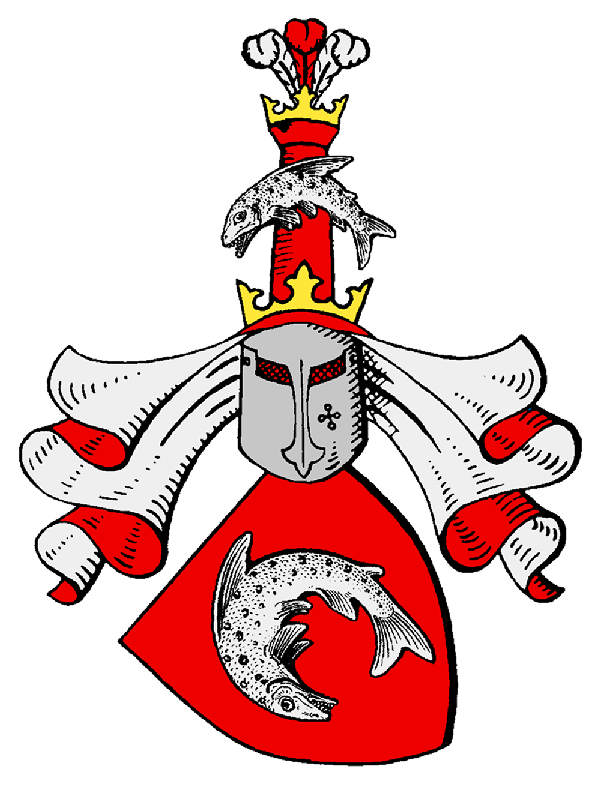
Armoiries de la famille von der Tann

Les armes de la famille se blasonnent ainsi : « En rouge, une truite au naturel (argentée, tachetée de rouge), la tête et la queue recourbées vers le bas. Sur le casque à couronne d'or avec des coques rouges et argent, la truite devant une colonne pointue rouge, couronnée d'or, décorée de trois plumes d'autruche argent-rouge-argent. » – Dans les armoiries de Siebmacher, la truite est tournée vers la gauche.

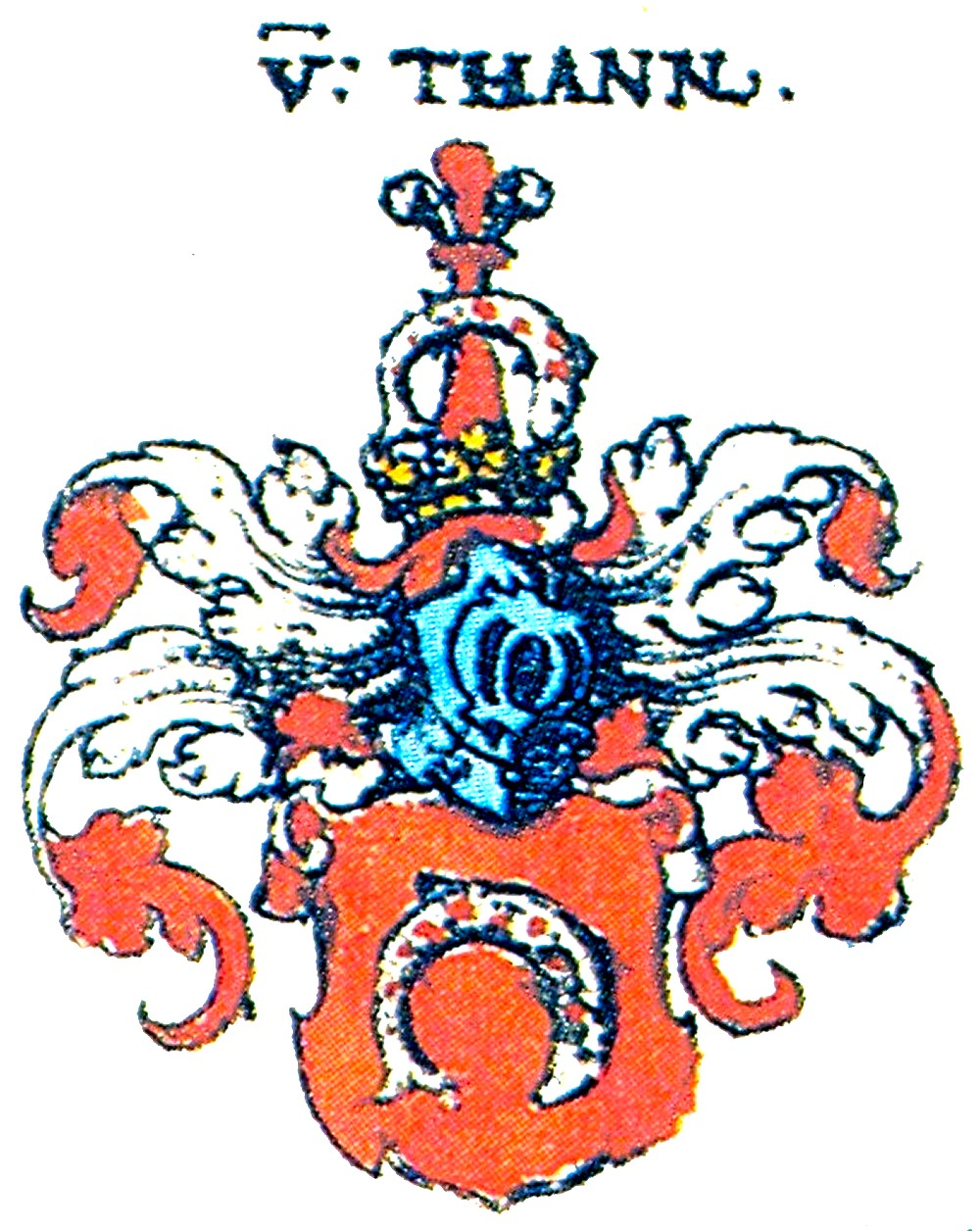
Armoiries du livre des armoiries de Siebmacher, 1605
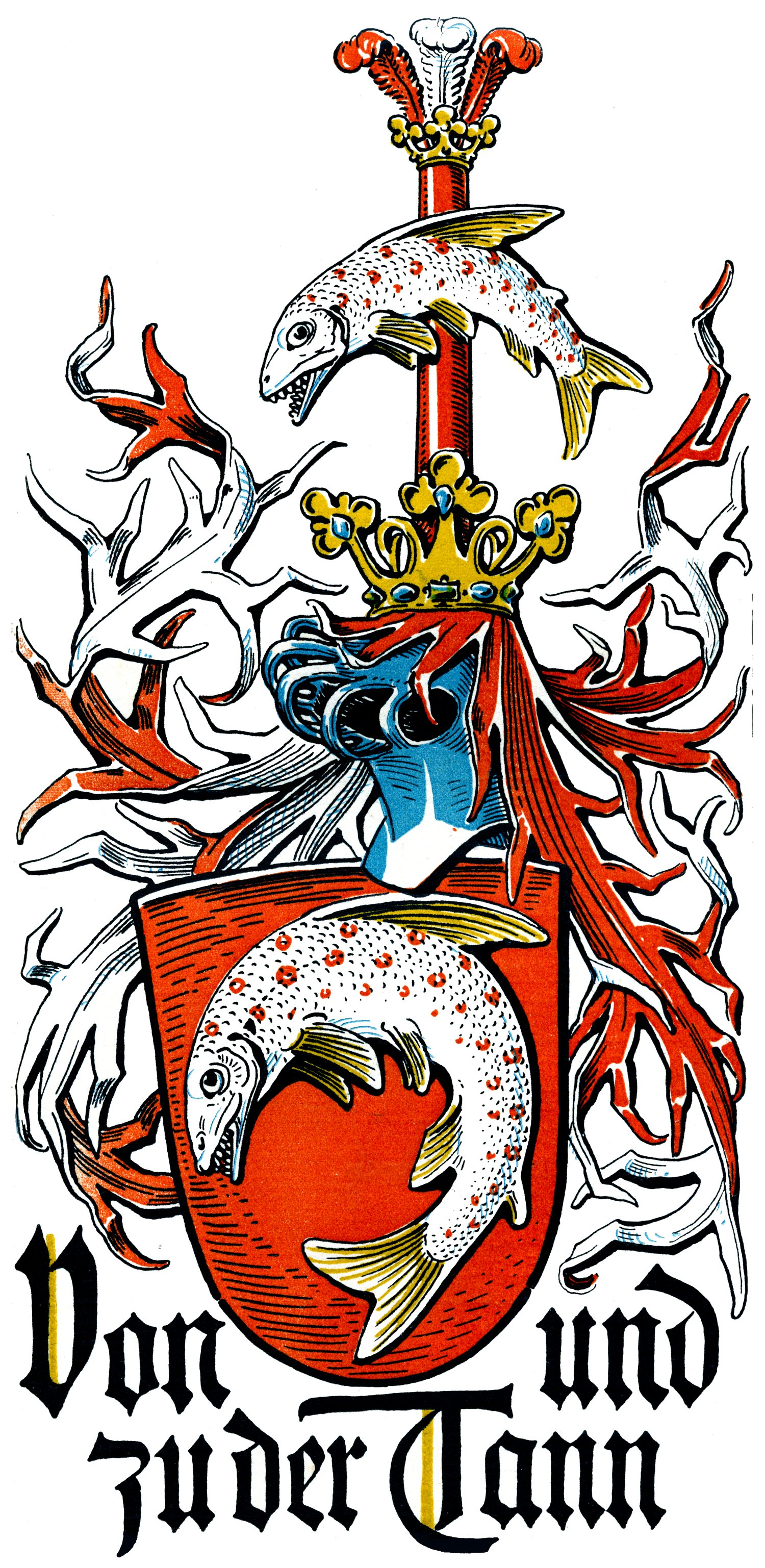
Graphique des armoiries d' Otto Hupp dans le calendrier de Munich de 1914

La truite argentée des armoiries de la famille von der Tann se retrouve encore actuellement dans certaines armoiries locales de Basse-Franconie.

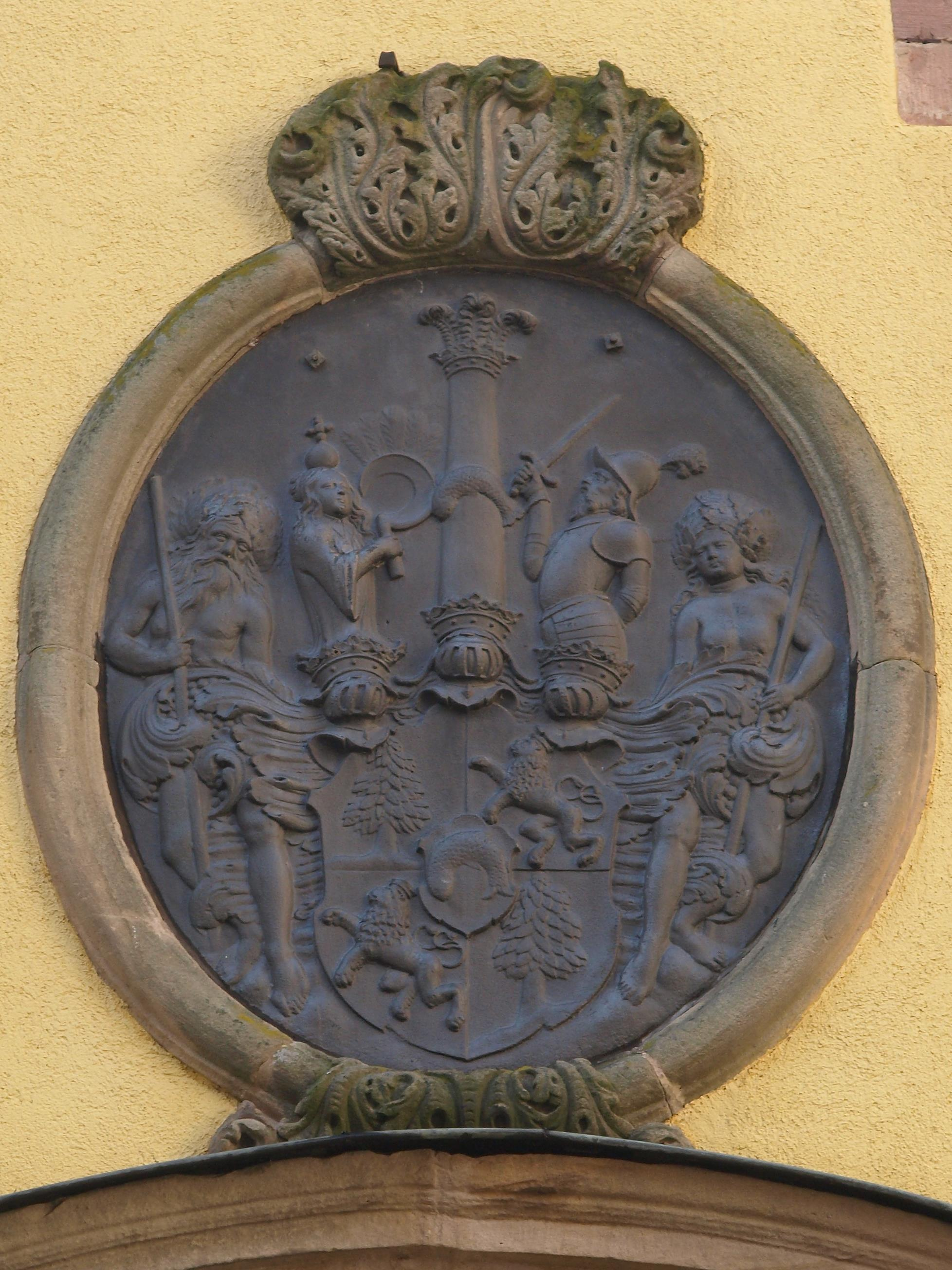
Armoiries sur le portail du Château Jaune à Tann
Armoiries de la ville marchande de Geroda
Armoiries de la commune de Nordheim vor der Rhön

## Personnalités
- Arthur von der Tann-Rathsamhausen (de) (1823-1907), propriétaire foncier et député au parlement provincial de Hesse-Nassau (de).
- Eberhard von der Tann (de) (1495-1574), conseiller de l'électorat de Saxe, introduit la Réforme en 1534 en tant que régent de la seigneurie de Tann.
- Elisabeth von und zu Guttenberg (de) (1900-1998), née Freiin von der Tann-Rathsamhausen, fondatrice de plusieurs institutions et organisations socio-caritatives.
- Hartmann von der Tann (de) (1566–1647), grand prieur de l'Ordre allemand de Saint-Jean
- Hartmann von der Tann (de) (né en 1943), journaliste allemand
- Heinrich von der Tann (de) (1784-1848), officier et député du parlement (de) du royaume de Bavière.
- Hugo von der Tann-Rathsamhausen (1817-1883), major général bavarois.
- Ludwig von der Tann-Rathsamhausen (1815-1881), général d'infanterie et chambellan bavarois.
- Ludwig von der Tann-Rathsamhausen (1850-1928), major général bavarois
- Luitpold von der Tann-Rathsamhausen (de) (1847-1919), général d'infanterie bavarois.
- Rudolf von der Tann-Rathsamhausen (de) (1855-1942), conseiller d'État (de) bavarois et ambassadeur à Rome.
- Rudolph von der Tann-Rathsamhausen (de) (1820-1890), lieutenant-général bavarois.
- Wilhelm Heinrich von der Tanne (de) (1710-1790), colonel prussien